# Loch Snizort
Le loch Snizort est un loch de mer dans le nord-ouest de l'île de Skye entre les péninsules de Waternish et de Trotternish. 
Il est alimenté par la rivière Snizort, provenant des collines à l'est de Bracadale. L'embouchure du loch Snizort donne accès au Minch inférieur et contient les îles Ascrib.

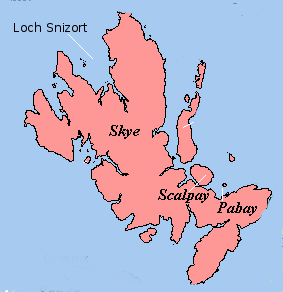
Localisation du loch Snizort sur l'île de Skye